# Miguel «Angá» Díaz
Miguel Angá Díaz (San Juan y Martínez, 15 de junio de 1961 - Barcelona, 9 de agosto de 2006) fue un percusionista cubano. Con sus solos explosivos y la creación de cinco toques de conga, Angá fue ampliamente aclamado como uno de los grandes congueros del mundo. Estaba comprometido con el desarrollo de la conga, rompiendo las barreras tradicionales de la percusión, para introducirlos en ritmos latinos clásicos, jazz, reggae, funk y hip-hop, pero conservando sus raíces netamente cubanas.
Miguel Aurelio Díaz Zayas nació en San Juan y Martínez en la provincia de Pinar del Río (Cuba). "Angá" es el apodo que compartía con su padre. Comenzó a tocar prodigiosamente temprano, actuando y grabando profesionalmente mientras aún estudiaba. Se hizo un nombre en el mundo de la música como miembro del grupo Irakere, que fue el primero en ganar el premio Grammy en la categoría de latin jazz, y fue con ellos que perfeccionó sus cinco toques de tumbadora. Es el padre de las mellizas del grupo franco-cubano  Ibeyi (banda)
Emergió a mediados de los noventa como músico independiente. Angá fue entonces libre para diversificar y llevar a cabo un sinfín de proyectos. Tocó con varios artistas cubanos, incluyendo Afro-Cuban All Stars, Buena Vista Social Club, Omar Sosa, Omara Portuondo y Orishas. Por aquel entonces grabó y realizó giras frecuentemente con músicos internacionales como Steve Coleman, Baba Sissoko, Ry Cooder, Pascal Coulon, Mezzadri Malik, Montgomery Buddy y John Patitucci.
En 1994 grabó el disco Pasaporte de Tata Güines, ganador en 1995 del Álbum del Año por la EGREM (los Grammy cubanos). Dos años más tarde se une a Angá el aclamado trompetista estadounidense Roy Hargrove con el que consigue un Grammy por Cristol Habana. En 2000 grabó con el pianista Rubén González, por el que fue nominado a un Grammy conChanchullo; ese mismo año colaboró con Pascal Coulon en el CD Arpa Fusión.
El viaje musical de Angá fue una búsqueda personal para investigar y crear nuevos sonidos y fusiones rítmicas. Más que sólo un artista, Angá demostró su compromiso con el desarrollo de su instrumento, de las clases magistrales de enseñanza en varias escuelas y universidades en Norteamérica y toda Europa. Por ello lanzó Angá Manía, un vídeo educativo que explica muchas de sus técnicas y su filosofía de toque, que ganó en el año 2000 el premio "Percussion Video" de la prestigiosa revista Drum Magazine.
En 2005, Angá grabó Echu Mingua y en 2006 se embarcó en la gira mundial homónima. Miguel Angá Díaz falleció inesperadamente de un ataque al corazón en su casa de Barcelona, el 9 de agosto de 2006, tenía sólo 45 años de edad.